# Digitalizace televizního a rozhlasového vysílání
Digitalizace televizního a rozhlasového vysílání je přechod z přenosu analogového televizního nebo rozhlasového signálu na digitální (DVB-T a DAB), který proběhl nebo probíhá ve většině zemí světa.
Od 12. května 2000 probíhalo v České republice zkušební vysílání televizního a rozhlasového signálu v digitální podobě (standard DVB-T), na který se postupně přechází místo signálu analogového, zkušební provoz přešel 21. října 2005 na řádné vysílání. Výhodou je především stálá a úplná technická kvalita, tedy výsledný signál bez známého kolísání úrovně šumu podle počasí (v oblasti se slabším signálem vysílače) i bez tzv. „duchů“ (tj. projevu interference např. v místech s výskytem silných a slabých signálů na shodném či blízkých kmitočtech). Další výhodou je zvýšení počtu televizních programů při zachování stejné šířky přenášeného pásma, namísto jednoho analogového kanálu lze přenášet ve stejné kvalitě až 5 kanálů digitálních. Nové televizory se již vyrábějí se zabudovaným zařízením na příjem digitálního signálu, u starších je nutno použít tzv. Set-top box (běžně zkracovaný na STB). Ten se zapojí mezi TV přijímač a zásuvku televizního rozvodu (resp. koaxiální kabel od antény). Přijatý digitální signál převede na signál analogový a po běžném koaxiálním kabelu (zapojeném do anténního konektoru TV) nebo pomocí kompozitního kabelu (zapojeného např. do konektoru SCART) předá do televizoru.

## Přechod na DVB-T2
V letech 2017-2020 proběhl v Česku přechod digitálního vysílání na standard DVB-T2 s kódováním HEVC (H.265).
První test DVB-T2 v České republice se uskutečnil 19. května 2010, od roku 2015 do konce února 2017 probíhalo testovací vysílání ve formátu HEVC na 50. kanále ze Žižkovského vysílače. Přechod televizního vysílání na DVB-T2 byl prováděn postupně od 1. března 2017 do 28. října 2020. První vysílače DVB-T byly vypnuty v Praze 27. listopadu 2019 ve 23:59, poslední na Ploštinách u Valašských Klobouků 28. října 2020.

## Vypínání AM (ČRo)
31. prosince 2021 v 23:59:59 byl vypnut zbytek AM vysílačů Českého Rozhlasu. Byly vypnuty vysílače Svinov (Ostrava), Dobrochov (Prostějov), Domamil (Moravské Budějovice), Husova Kolonie (České Budějovice), Stará Role (Karlovy Vary), Topolná (Uherské Hradiště), a nejvyšší stavba České republiky Liblice B (Český Brod).
Peníze které sloužily na AM vysílání nově slouží pro digitální vysílání DAB+. Jako náhrada za AM vysílání začala vysílat v DAB+ nová stanice ČRo Pohoda.